# フリオ・レネ・マルティンス
- フリオ・レネ・マルティネス

フリオ・レネ・マルティネス・シカーン（Julio René Martínez Sicán、1973年9月27日 - ）はグアテマラの男子陸上競技選手。専門は競歩。
オリンピックではアトランタオリンピックとアテネオリンピックの2度出場しているが、いずれも途中棄権をしている。1999年5月8日に20km競歩の世界記録1時間17分46秒を樹立した。2000年5月19日にロシアのロマン・ラサカゾフがタイ記録で並び、2002年4月28日にフランシスコ・ハビエル・フェルナンデスに破られた。

## 自己ベスト
- 5000m競歩 - 19分44秒07  (2001年11月10日、ハラパ)
- 20km競歩 - 1時間17分46秒 (1999年5月8日、アイゼンヒュッテンシュタット)
- 50km競歩 - 3時間56分19秒 (2004年5月1日、ナウムブルク)